# Gliese 667 Cg
Gliese 667 Cg é um planeta extrassolar descoberto em 2013, que orbita em torno da estrela Gliese 667 C, que é um membro do sistema estelar triplo Gliese 667 localizado a uma distância de 22,7 anos-luz (6,97 pc) a partir da Terra, nas proximidades da constelação de Scorpius. Ele tem uma massa mínima de 4,41 massas terrestres, e não pode ser mais que duas vezes mais massivo. Ele tem um raio de 1,9 vezes ao raio da Terra e é provavelmente um planeta gelado, apesar da possibilidade da existência de um oceano subterrâneo não ter sido descartada.[carece de fontes?] Este possível planeta gelado poderia ter uma temperatura média de -116 °C assumindo uma atmosfera como a da Terra. Ele estar fora da zona habitável de sua estrela e não pode conter água líquida em sua superfície, ele possui um índice de similaridade com a Terra de 32,7%. A existência do planeta ainda não foi confirmado.[carece de fontes?]